# Rechta

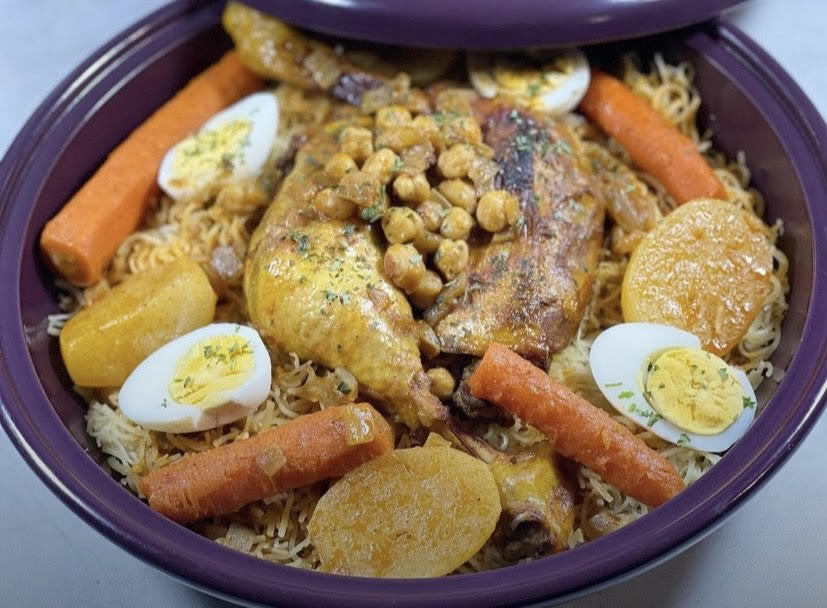
Rechta argelino de pollo y verduras con salsa roja

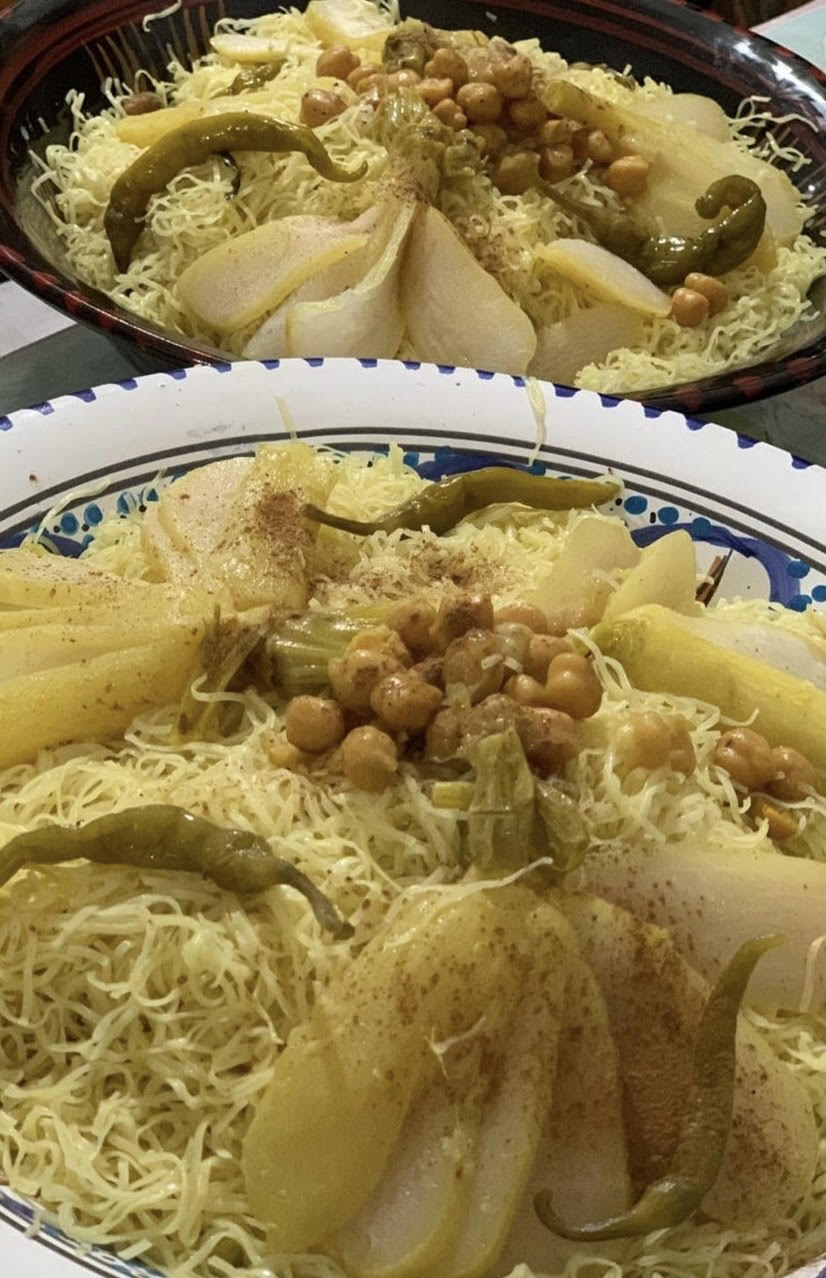
Rechta argelino

Rechta (árabe : رشتة) es un plato elaborado con pasta fresca y artesanal, típico de Argelia, Túnez y Libia. En especial, es un plato tomado como símbolo de la cocina argelina.

## Etimología
La palabra proviene del persa rista, que significa "hilo" y se usa comúnmente para referirse a la pasta. La palabra rechta es bereberizada a tarechta, todavía de uso común en Orán y Tremecén.

## Variantes

### Argelia
Rechta es un plato de pasta popular en Argelia, y es particularmente apreciada en las ciudades de Argel, Blida y Constantina, donde se considera una especialidad.
En Argel y Blida, la rechta más famosa se sirve típicamente con pollo, garbanzos y nabos, en una salsa sazonada con pimienta blanca y canela . Unas versiones incluyen patatas y otras verduras y, a veces, incluyen un roux hecho de harina y aceite, que se utiliza para espesar la salsa y darle una textura suave. La pasta en sí suele estar hecha de una combinación de harina de sémola y agua, y se extiende hasta formar fideos largos y planos que se cortan en tiras.
En Constantina, la rechta a menudo se sirve con una salsa a base de tomate que incluye una variedad de verduras, como cebollas, zanahorias y pimientos verdes . La salsa también puede contener carne o aves, como pollo o cordero, y generalmente está condimentada con hierbas como perejil y cilantro. Algunas versiones del plato también pueden incluir garbanzos u otras legumbres. La pasta que se utiliza en Constantina es similar a la que se utiliza en Argel, y también está hecha de harina de sémola y agua.
En ambas ciudades, la rechta es un plato festivo que a menudo se sirve en ocasiones especiales como bodas y festividades religiosas.

### Túnez
En Túnez, la rechta también se consume en Bizerta, pero normalmente se sirve en sopa o guiso. La pasta se suele preparar de forma similar a la rechta argelina, pero se corta en trozos más cortos y puede ser un poco más ancha, en particular con rechta jerya o rechta njara.